# روفائيل الأول بيداويد
مار روفائيل الأول بيداويد (بالسريانية: ܪܘܦܐܝܠ ܩܕܡܝܐ ܒܝܬ ܕܘܝܕ، بالعربية: مار روفائيل الأول بيداويد) (17 أبريل 1922 - 7 يوليو 2003) كان بطريرك الكنيسة الكلدانية الكاثوليكية من عام 1989 حتى عام 2003. وكان أيضاً عالماً سريانياً.

## حياته
ولد في 17 أبريل 1922 في مدينة الموصل شمالي العراق، من عائلة آشورية، وتلقى تعليمه المدرسي والكنسي في الموصل. رُسمَ كاهناً في 22 أكتوبر 1944 في روما، وحصل في عام 1946 على الدرجات الأكاديمية في الفلسفة واللاهوت. عمل بين عامي 1948 و 1956 أستاذاً للفلسفة واللاهوت في الموصل. في 6 أكتوبر 1957، في سن الخامسة والثلاثين، رُسمَ أسقفاً للعمادية من قبل البطريرك يوسف السابع غنيمة، ليصبح أصغر أسقف كاثوليكي في العالم. كأسقف للعمادية، شهد النزوح الجماعي للمسيحيين من العراق. ثم عُيّن مار رفائيل بيداويد أسقفاً لبيروت، لبنان، في عام 1966، وخدم في هذا المنصب لمدة 23 عامًا.
في 21 مارس 1989، انتُخبَ مار رفائيل الأول بيداويد بطريرك بابل، رئيس الكنيسة الكلدانية الكاثوليكية. وأكد البابا يوحنا بولس الثاني انتخابه في يونيو 1989. خلال بطريركيته، وبموافقة المجمع الكلداني، أسس الكلية البابوية لبابل للفلسفة واللاهوت في عام 1991. تقع الكلية البابوية لبابل في بغداد، الدورا، الميكانيك، بجوار مدرسة القديس بطرس الكلدية. أصبحت كلية بابل مؤسسة تعليمية مهمة للكنيسة الكلدانية الكاثوليكية. كان البطريرك بيداويد يتحدث 13 لغة. توفي في بيروت، لبنان، في 7 يوليو 2003، عن عمر يناهز 81 عامًا.

## العمل الرعوي
كان البطريرك بيداويد معروفًا بأنه مدافع عن توحيد كنيسة المشرق الآشورية (التي كانت سابقًا تسمى كنيسة المشرق) والكنيسة الكلدانية الكاثوليكية، اللتين انفصلتا في عام 1552 ميلادي. في نوفمبر من عام 1996، التقى مار دنخا الرابع من كنيسة آشور الشرقية ورافائيل الأول بيداويد من الكنيسة الكلدانية الكاثوليكية في ساوثفيلد، ميشيغان، ووقّعا بيانًا بطريركيًا مشتركًا التزم فيه كنيستاهما بالعمل نحو إعادة الاندماج وتعهدا بالتعاون في القضايا الرعوية مثل صياغة عقيدة مشتركة، وإنشاء مدرسة دينية مشتركة في منطقة شيكاغو-ديترويت، وحفظ اللغة الآشورية، وغيرها من البرامج الرعوية المشتركة بين الرعايا والأبرشيات في جميع أنحاء العالم.
في 15 أغسطس 1997، التقى البطريركان مرة أخرى في روزيل، إلينوي، وصادقا على "مرسوم سينودي مشترك لتعزيز الوحدة"، الذي وقعه أعضاء المجمعين المقدسين. وأعاد بيان المرسوم المشترك تأكيد مجالات التعاون الرعوي المتصورة، واعترف بأن الآشوريين والكلدانيين الكاثوليك يجب أن يقبلوا الممارسات المتنوعة للآخر كشرعية، ونفذ رسميًا إنشاء "لجنة مشتركة آشورية كلدانية للوحدة"، وأعلن أن كل طرف يعترف بالخلافة الرسولية والأسرار والشهادة المسيحية للآخر. كما أوضح النص الشواغل المركزية لكلا الجانبين في الحوار. بينما أرادت كلا الكنيستين الحفاظ على اللغة والثقافة الآشورية، فإن الآشوريين من كنيسة المشرق الآشورية كانوا عازمين على الاحتفاظ بحريتهم وحكمهم الذاتي، وأكد الآشوريون الكلدانيون الكاثوليك ضرورة الحفاظ على الشركة الكاملة مع روما.

في مقابلة أجريت مع بيداويد ونشرت في عام 2003، علق على النزاع حول الاسم الآشوري وأعلن وجهة نظره العرقية:
"أعتقد شخصياً أن هذه الأسماء المختلفة تساهم في زيادة الالتباس. كان الاسم الأصلي لكنيستنا هو "كنيسة الشرق" ... عندما أصبحت جزء من كنيسة الشرق كاثوليكية، أطلق عليها اسم "كلداني" بناءً على ملوك المجوس الذين أتوا من أرض الكلدانيين إلى بيت لحم. لا يمثل اسم "كلداني" هوية عرقية ... علينا أن نفرق بين ما هو عرقي وما هو ديني ... أنا شخصياً، طائفتي كلدانية، لكن عرقيًا، أنا آشوري."
في مقابلة مع جريدة "النجمة الآشورية" في عدد سبتمبر - أكتوبر 1974، ورد عنه قوله:
"قبل أن أصبح كاهناً، كنت آشورياً، قبل أن أصبح أسقفاً، كنت آشورياً، وأنا آشوري اليوم وغداً إلى الأبد، وأفتخر بذلك."

## روابط خارجية
- الآشوريون ينعون رحيل البطريرك رافائيل
- الكرسي البطريركي الكلداني في بغداد